# Kali Puja
Kali Puja (Shyama Puja, Mahanisha Puja) hinduistički je festival, posvećen Kali Devi („crna božica“), koja je razarajuća sila i oblik Devi, ženskog aspekta Vrhovnog Bića. Festival je osobito slavljen u Bengalu, Mithili, Orissi, Assamu i Titwali. Lakshmi Puja – festival posvećen božici Lakšmi – hinduisti slave istog dana.    
Kao Mahakali, Kali se manifestirala kako bi zlo bilo pobijeđeno. Oblici vrhovne Mahakali nazvani su Mahavidya, a jedan je od njih Kamalatmika, često prepoznata kao „tantrička Lakšmi“. 
Slavni mudrac Krišnananda Agambagiš slavio je Kali Puju, kao i kralj Krišnačandra.
Kali Puja, kao svečanost u Kalinu čast, uključuje prinose koji se sastoje od cvjetova sljezolike (Hibiscus).